# Conservatoire botanique national de Bailleul
 (avril 2017).
Si vous disposez d'ouvrages ou d'articles de référence ou si vous connaissez des sites web de qualité traitant du thème abordé ici, merci de compléter l'article en donnant les références utiles à sa vérifiabilité et en les liant à la section « Notes et références ».

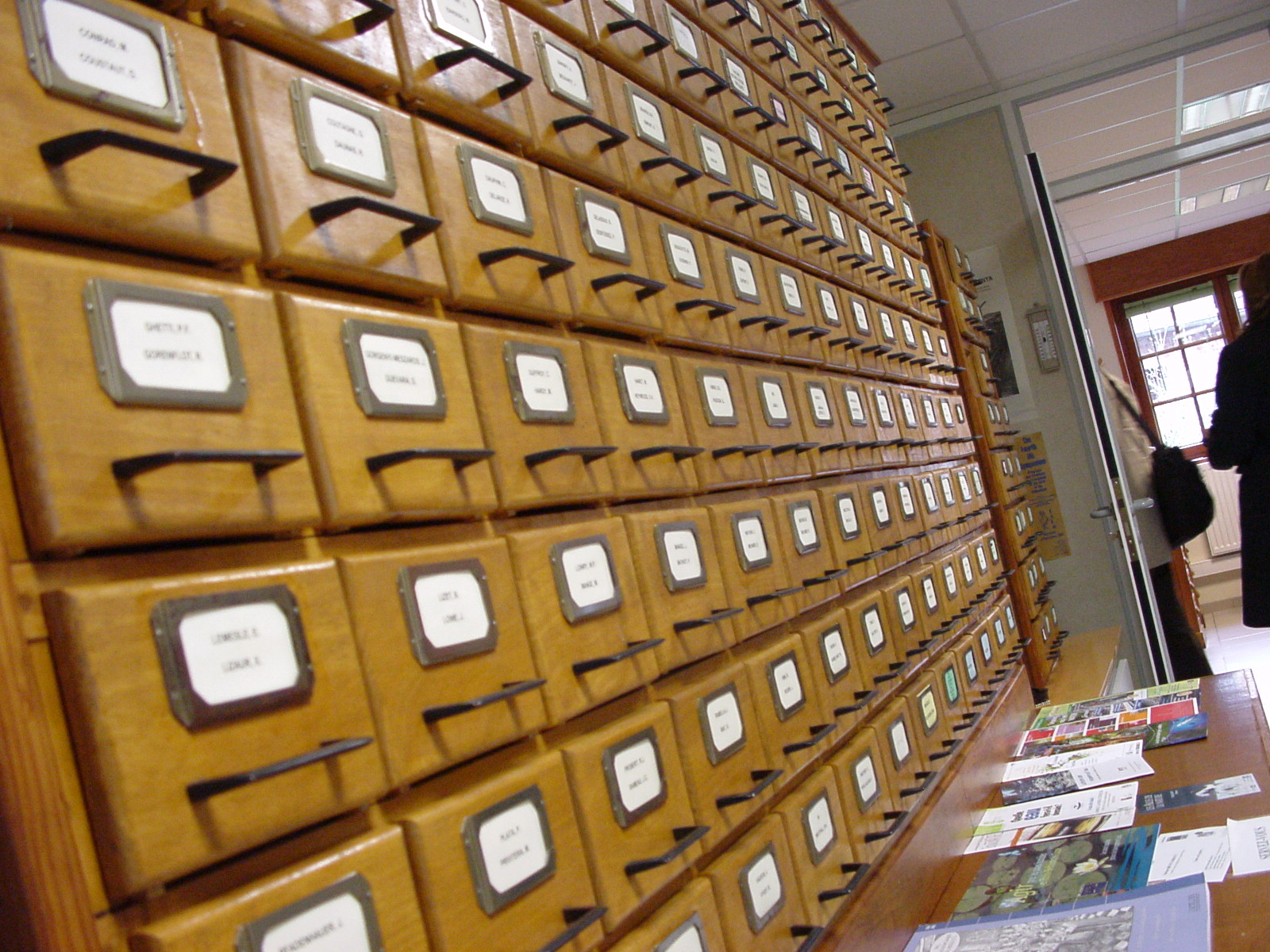
À disposition des chercheurs, le CBNBL abrite une importante bibliothèque de botanique, spécialisée dans le domaine de la phytosociologie, ainsi que des herbiers, cartes, archives, etc.

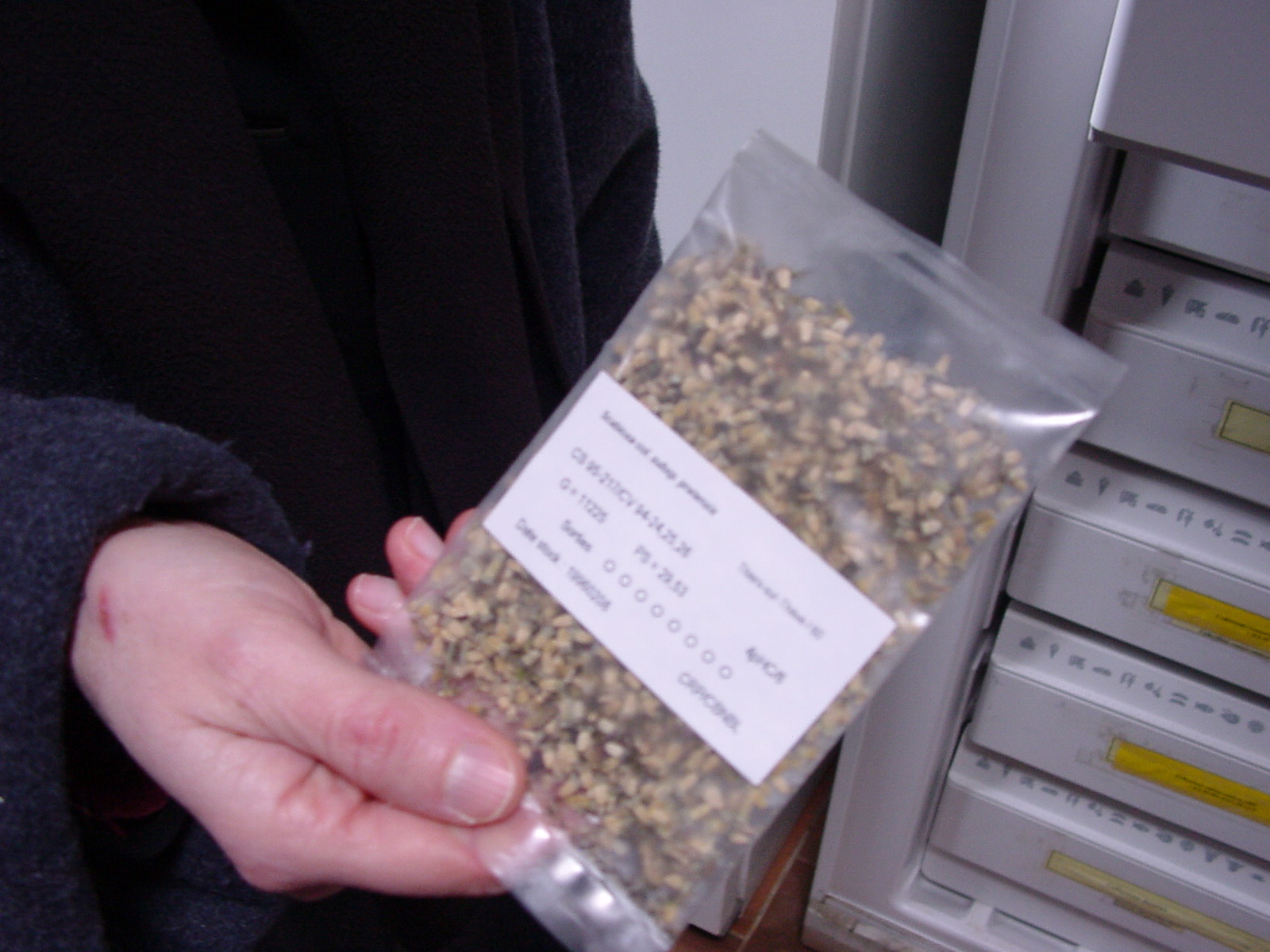
La conservation de semences de plantes menacées est une des missions des Conservatoires botaniques nationaux.

Le Conservatoire botanique national de Bailleul (CBNBL) est l’un des douze conservatoires botaniques nationaux de France. Agréé en 1991, il bénéficie du statut d'association loi de 1901.
Il est installé dans le centre de ressources dans le domaine de la botanique créé en 1975, au Hameau de Haendries à Bailleul, en région Hauts-de-France, à l'initiative du professeur Jean-Marie Géhu, et devenu Centre régional de Phytosociologie en 1987.

## Histoire
Le Centre régional de Phytosociologie (CRP) a d'abord été un établissement consacré à l’étude et au sauvetage des espèces régionales menacées ainsi qu'au développement et au rayonnement de la phytosociologie fondamentale et appliquée. Il fut créé  en 1987 par les Professeurs Jeanne Géhu-Franck et Jean-Marie Géhu dans une ancienne ferme flamande où ils s’étaient installés dans les années 1970.

Le CRP, association loi de 1901 soutenue par le conseil régional du Nord-Pas-de-Calais, les Conseils Généraux du Nord et du Pas-de-Calais et la ville de Bailleul, est rapidement devenu une référence dans le monde francophone, en raison notamment de sa bibliothèque spécialisée.

Au sein du CRP, le "Centre de recherche phytosociologique et d'investigation systématique appliqué à la nature et à l'environnement" a été chargé de réaliser ou coordonner les inventaires ZNIEFF et fiches ZNIEFF pour le compte de la DRAE (devenue DIREN puis DREAL) ;

Le CRP a été agréé comme conservatoire national en 1991  par le ministère chargé de l'environnement, devenant ainsi l’un des grands établissements français chargés de la protection de la biodiversité végétale.

Il a fêté ses 30 ans en 2017

 Il dispose d’un Conseil scientifique et peut s’appuyer sur un large réseau de correspondants (botanistes amateurs ou professionnels) et de 2 antennes ; 
- en Normandie ; au Jardin des plantes de Rouen (Service des espaces verts)
- en Picardie, au Village Oasis à Dury (Amiens)

## Aire de compétence
Le CBNBL est compétent pour le quart nord-ouest du territoire français métropolitain, qui comprend la Région Hauts-de-France et l'ex-région Haute-Normandie.

## Missions
Comme les autres conservatoires botaniques nationaux, celui de Bailleul assure cinq grandes missions : 

### Connaissance
Elle se fait par la conservation d’archives (Bibliothèque, herbiers, plantes et semences conservées in situ et ex-situ…) et par le recensement régulier de la flore sauvage des milieux naturels ou sub-naturels. Le conservatoire dresse des cartes de répartition géographique, et contribue à la cartographie des corridors biologiques.
Il met également à jour les atlas floristiques en évaluant la rareté et les menaces pour environ 1 500 espèces de plantes supérieures.
Il produit aussi, avec les universités et chercheurs, des études phytosociologiques sur la génétique des plantes et de leurs populations, sur leur mode ou conditions de germination et de pollinisation, sur la biologie des populations, sur les réseaux écologiques, la Trame verte régionale, sur les études d'impacts, sur l'évaluation des mesures compensatoires, etc.
Ce conservatoire est membre du réseau national des collections naturalistes (RECOLNAT).

### Conservation
Le CBNBL contribue en premier lieu à la protection, gestion et restauration de la biodiversité végétale (y compris diversité génétique) sur son aire de compétence, en lien avec les experts belges voisins et européens. Il établit, en lien avec l'État et l'Europe et de nombreux partenaires, scientifiques notamment, des stratégies de conservation pour le patrimoine végétal sauvage, dans une région fortement touchée par les séquelles de guerre et où l'industrialisation, l'urbanisation et l'agriculture sont particulièrement intensives (En moyenne, plus d'une espèce végétale y disparaît tous les ans du territoire de compétence du conservatoire).
Le CBNBL travaille aussi avec les conservatoires des sites et du littoral, l’ONF, le CRPF, etc.
La conservation du patrimoine végétal agricole ne relève pas des missions directes du CBNBL, hormis pour quelques espèces ayant de proches parents sauvages (« Carotte de Tilques » par exemple). Le CBNBL peut néanmoins y travailler avec des partenaires tels que le BRG (Bureau des ressources génétiques) en France, ou le CRRG (Centre régional des ressources génétiques).

### Conseil
En s'appuyant sur sa connaissance des milieux et de la flore, le CBNBL a aussi une mission d'expertise, d’aide et conseil auprès des collectivités territoriales.
Il intervient par exemple pour le ministère de l'environnement sur les dossiers ZNIEFF et Natura 2000.
Il produit également des diagnostics de végétation, produit ou valide des plans de gestion de réserves naturelles, des conservation d’espèces patrimoniales ou menacées  (Exemple : cas de la Germandrée des marais - Teucrium scordium pour la région Nord-Pas-de-Calais). Cette mission se traduit aussi par l'établissement et la mise à jour des listes rouges d'espèces menacées et protégées et des guides (ex : Liste rouge de la flore menacée des Hauts-de-France), ou encore par une aide dans la construction de la Trame verte et bleue régionale.

#### Publications
Le CBNBL publie des ouvrages de synthèse, des référentiels scientifiques ainsi qu'une lettre d'information annuelle à destination de ses partenaires (le Jouet du vent). La plupart sont téléchargeables sur le site web du CBNBL.
Quelques exemples :
- Jean-Christophe Hauguel (coord.) et Benoît Toussaint (coord.), Inventaire de la flore vasculaire de la Picardie (Ptéridophytes et Spermatophytes) : raretés, protections, menaces et statuts., Amiens, Centre régional de phytosociologie agréé Conservatoire botanique national de Bailleul, Société Linnéenne Nord-Picardie, novembre 2012, 4d éd., 132 p. (lire en ligne)
- Benoît Toussaint (coord.), Inventaire de la flore vasculaire du Nord-Pas-de-Calais (Ptéridophytes et Spermatophytes) : raretés, protections, menaces et statuts., Centre régional de phytosociologie agréé Conservatoire botanique national de Bailleul, avec la collaboration du Collectif botanique du Nord-Pas-de-Calais, décembre 2011, 4b éd., I-XX ; 1-62 (lire en ligne)

### Information, éducation, formation, écocitoyenneté
Le CBNBL joue un rôle pédagogique important avec la sensibilisation d’une grande diversité de publics aux menaces qui pèsent sur la biodiversité et plus particulièrement sur les végétations du Nord-Ouest de la France.
Pour cela, il dispose des équipements adéquats :
- Le « Jardin des plantes sauvages[3] » est un jardin conservatoire à ciel ouvert d'un hectare. 1 000 espèces végétales y sont regroupées et réparties en 4 grandes parties thématiques:

1) Les familles botaniques (Géraniacées, Astéracées, Euphorbiacées, Liliacées, Renonculacées, Rosacées...)
2) La plante et son habitat : reconstitution de milieux naturels (tourbière, dune et sa panne, prairie de fauche, pelouse calcicole, mare...)
3) La plante: un organisme vivant ingénieux (adaptation morphologique, stratégies de séduction des pollinisateurs, de conquête de l'espace, de défense...)
4) La plante et l'Homme: végétaux cultivées à des fins alimentaires, ornementales, industrielles...
- L'atelier de botanique est situé dans le Jardin des plantes sauvages. Équipé de paillasses, de matériel de projection et d'outils scientifiques (loupes binoculaires, microscopes...), il permet d'étudier le monde végétal dans ses moindres détails.
- Le Jardin des plantes médicinales[3]. 500 espèces y sont représentées, en provenance de toute l'Europe. Elles sont réparties dans des parcelles selon leur milieu de vie.

Le  grand public, peut visiter ces deux jardins de plusieurs manières :
- Les visites libres (avec un plan reprenant le parcellaire)
- Les visites semi-guidées, avec une trame de jeu (plusieurs jeux d'enquête selon le niveau de connaissance du visiteur)
- Les visites guidées par un éducateur-nature du CBNBL, pour lesquelles les thématiques peuvent être adaptées selon les souhaits des visiteurs.

Des animations sont proposées tout au long de l'année.
Par ailleurs, le CBNBL sur son territoire d'agrément contribue aussi à des animations pour des scolaires ou publics spécialisés, des acteurs de l'environnement. Il peut tenir des stands, intervenir lors de conférences et il accompagne de nombreux programmes d'animations et projets écocitoyens ou de sciences participatives.
Le CBNBL accueille et coorganise fréquemment de nombreuses formations (il est agréé organisme de formation (formations professionnelles, notamment en corrélation avec le Centre national de la fonction publique territoriale (CNFPT) ainsi que des colloques et séminaires.

#### Bibliothèque de graines
Mis en place en 2011, ce dispositif outille les citoyens qui le souhaitent pour une démarche écoresponsable à l'égard de la diversité génétique du patrimoine végétal, selon un principe est simple, basé sur celui du troc :
1. Le participant emprunte les graines des espèces qui l'intéressent et qui correspondent aux conditions écologiques de son jardin, puis signe une charte qui le lie moralement à la structure ;
2. Il les sème, profite de la floraison, puis de la fructification ;
3. Il récolte une partie des graines formées, et la retourne au Conservatoire pour réalimenter son stock.

Dans un premier temps dix-huit espèces sont disponibles:
- Sanguisorbe pimprenelle (Sanguisorba minor)
- Primevère officinale (Primula veris)
- Hélianthème (Helianthemum nummularium)
- Salsifis des prés (Tragopogon pratensis)
- Centaurée scabieuse (Centaurea scabiosa)
- Anthyllide vulnéraire (Anthyllis vulneraria)
- Grande marguerite (Leucanthemum vulgare)
- Nielle des blés (Agrostemma githago)
- Digitale pourpre (Digitalis purpurea)
- Achillée millefeuille (Achillea millefolium)
- Carotte sauvage (Daucus carota)
- Cardère sauvage (Dipsacus fullonum)
- Salicaire (Lythrum salicaria)
- Mauve sauvage (Malva sylvestris)
- Coquelicot douteux (Papaver dubium)
- Coquelicot (Papaver rhoeas)
- Œillette (Papaver somniferum)
- Tanaisie vulgaire (Tanacetum vulgare)

#### Publications
Le CBNBL édite régulièrement des documents à destination du grand public.
Par exemple, il a édité en 2011 un Guide de bonnes pratiques (respect d'une cohérence écologique) pour la récolte de graines et 18 fiches "écologie et conseil de culture". Ces dernières correspondent aux dix-huit espèces de la bibliothèque de graines.

## Outils et moyens

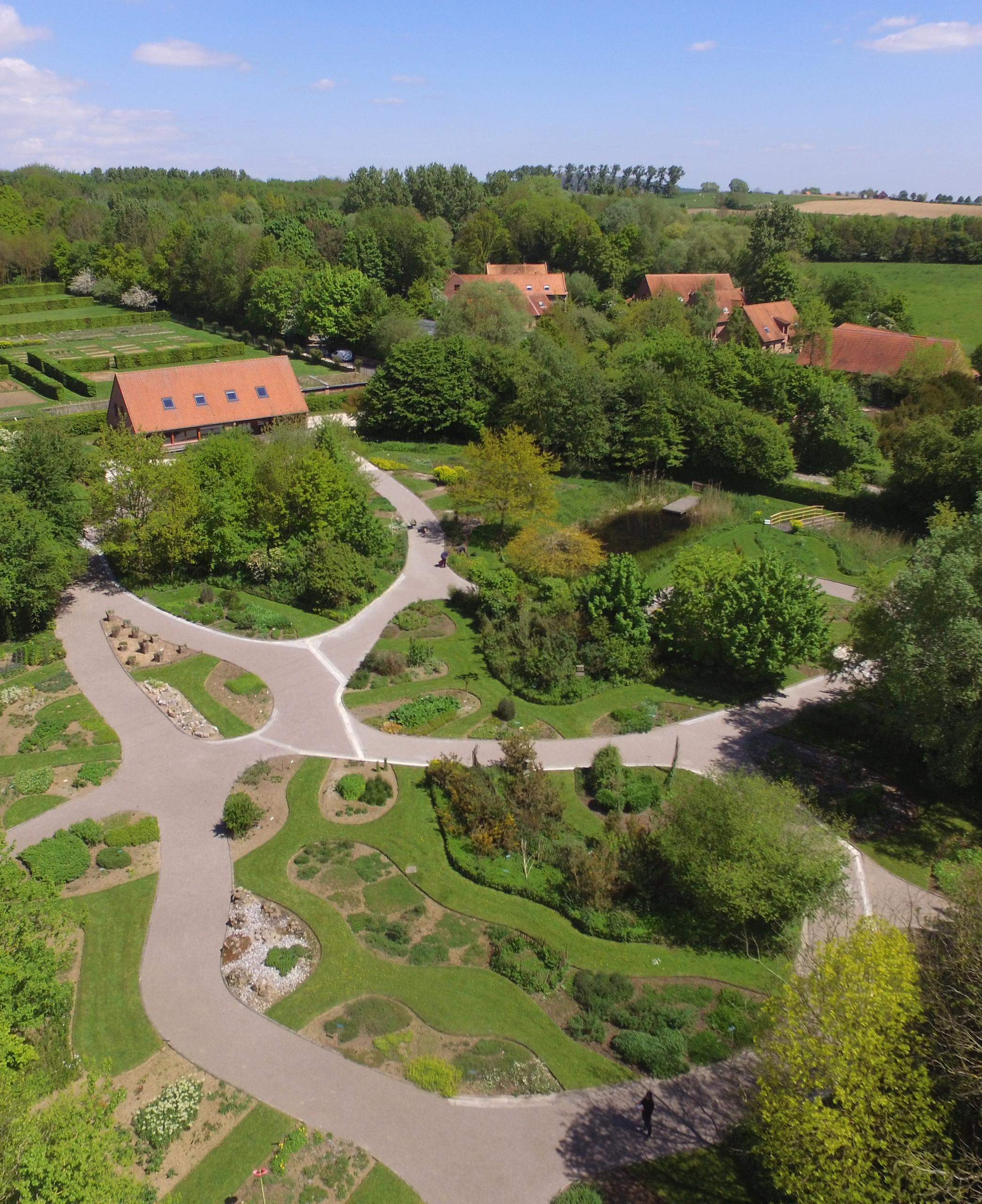
Vue aérienne des jardins conservatoires et pédagogiques et du domaine (Hameau de Haendries à Bailleul)

Le CBNBL contribue à ces missions par l’entretien :
- d’une base de données (nommée « Digitale2»)
- d’une banque de semences (environ 33 millions de graines de 500 espèces),
- de 2 Jardins pédagogiques (le Jardin des plantes sauvages et le Jardin des plantes médicinales) et d'un atelier de botanique (équipé de matériel scientifique),
- de collections d’herbiers (L'« herbier général » assure la conservation patrimoniale de 80 000 planches dont certaines ont plus de 100 ans. L'herbier de référence est limité à la flore sauvage vasculaire du territoire d'agrément). Il est enregistré dans l'index herbariorum (répertoire mondial des herbiers sous le code BAIL). (http://sweetgum.nybg.org/science/ih/). Certaines planches des herbiers ont été numérisées dans le cadre du projet ReColNat (https://www.recolnat.org/fr/) et sont consultable en ligne à cette adresse : https://explore.recolnat.org/search/botanique/type=advanced&institutioncode=BAIL,
- d'une bibliothèque spécialisée parmi les plus riches d'Europe. Elle regorge de plusieurs dizaines de milliers d'ouvrages dont les plus anciens datent du XVIe siècle. Créé à partir de la documentation personnelle collectée par M. et Mme Géhu depuis les années 1960, ce fonds documentaire s’est considérablement enrichi grâce au soutien des collectivités locales (conseil régional du Nord/Pas-de-Calais, conseils généraux du Nord et du Pas-de-Calais et la ville de Bailleul) et au legs de la bibliothèque de la SIGMA (Station Internationale de Géobotanique Méditerranéenne et Alpine, dont le fondateur est Braun-Blanquet).

Le CBNBL accueille régulièrement de nombreux étudiants et chercheurs étrangers, botanistes et phytosociologues.

## Partenariats
Depuis sa création, le CBNBL est partenaire de très nombreux projets scientifiques portant notamment sur l'évaluation environnementale et l'aménagement du territoire (des plans de gestion restauratoire, de réintroduction, plans de restauration, etc.) 
Ces projets s'appliquent à toutes les échelles : locale, régionale et internationale (via les programmes Interreg - cas du Kent, région située de l'autre côté du pas de Calais).

## Galerie

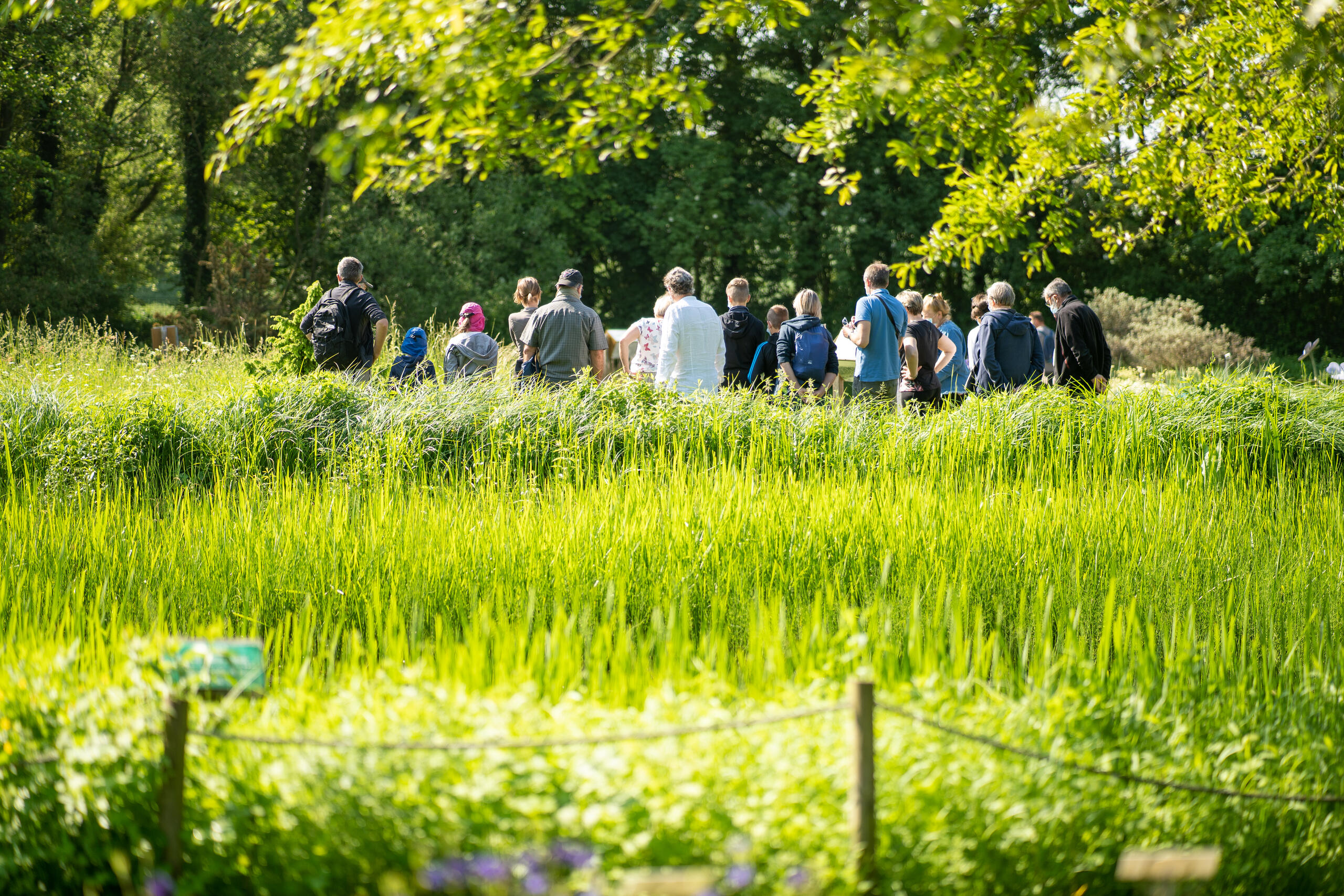
Visite guidée dans le Jardin des plantes sauvages